# Александер Райчевич
Александер Райчевич (словен. Aleksander Rajčevič, нар. 17 листопада 1986, Копер) — словенський футболіст, захисник клубу «Марибор».
Виступав, зокрема, за клуб «Копер», а також національну збірну Словенії.
Триразовий чемпіон Словенії. Триразовий володар Кубка Словенії.

## Клубна кар'єра
У дорослому футболі дебютував 2005 року виступами за команду клубу «Копер», в якій провів п'ять сезонів, взявши участь у 115 матчах чемпіонату.  Більшість часу, проведеного у складі «Копера», був основним гравцем захисту команди. За цей час виборов титул чемпіона Словенії.
До складу клубу «Марибор» приєднався 2010 року. Відтоді встиг відіграти за команду з Марибора 120 матчів в національному чемпіонаті.

## Виступи за збірну
У 2013 році дебютував в офіційних матчах у складі національної збірної Словенії. Наразі провів у формі головної команди країни 1 матч.

## Титули і досягнення
- Чемпіон Словенії (8):

«Копер»: 2009-10
«Марибор»: 2010-11, 2011-12, 2012-13, 2013-14, 2014-15, 2016-17, 2018-19
- Володар Кубка Словенії (6):

«Копер»: 2005-06, 2006-07, 2021-22
«Марибор»: 2011-12, 2012-13, 2015-16
- Володар Суперкубка Словенії (3):

«Марибор»: 2012, 2013, 2014